# Rancho Enmedio
Rancho Enmedio är en ort i Mexiko.   Den ligger i kommunen Chihuahua och delstaten Chihuahua, i den nordvästra delen av landet, 1 200 km nordväst om huvudstaden Mexico City. Rancho Enmedio ligger 1 347 meter över havet och antalet invånare är 206.
Terrängen runt Rancho Enmedio är platt åt nordost, men åt sydväst är den kuperad. Runt Rancho Enmedio är det glesbefolkat, med 8 invånare per kvadratkilometer. Närmaste större samhälle är Chihuahua, 13,4 km sydväst om Rancho Enmedio. Omgivningarna runt Rancho Enmedio är i huvudsak ett öppet busklandskap.